# ブルーフォード
ブルーフォード（Bruford）は、イングランドのジャズ・フュージョン志向のロックバンドである。
1970年代後半、プログレッシブ・ロック・バンド「イエス」「キング・クリムゾン」の元ドラマーのビル・ブルーフォードのソロ・プロジェクトとして活動した。

## 概要・略歴

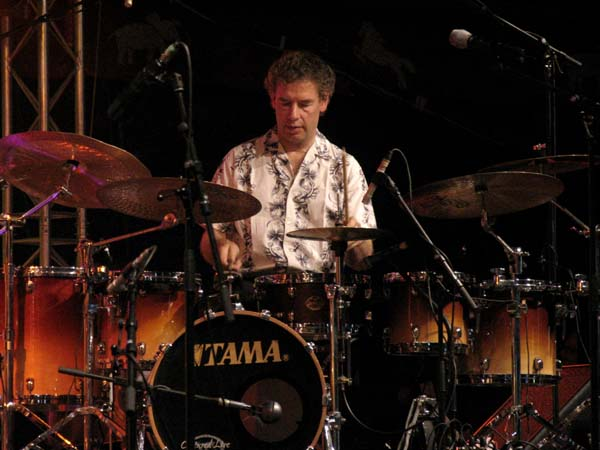
主宰者ビル・ブルーフォード（2004年撮影）

1977年当時、ジャズ・ロック・バンド「ナショナル・ヘルス」に在籍していたビル・ブルーフォードは、デイヴ・スチュワート（キーボード）、ジェフ・バーリン（ベース）、アラン・ホールズワース（ギター）というカンタベリー・ロック人脈を集めてソロ・プロジェクトを開始。デビュー・ソロ・アルバム『フィールズ・グッド・トゥ・ミー』をリリースする。
同年、ナショナル・ヘルスを脱退してホールズワースと共にプログレッシブ・ロック・バンド「U.K.」の結成に参加。翌1978年にホールズワースと同時に脱退した後、ソロ・プロジェクトに専念してバンド「ブルーフォード」に発展させる。
1979年、ほぼインストゥルメンタルで構成されるアルバム『ワン・オヴ・ア・カインド』をリリースした。同年のライブ・アルバム『ザ・ブルーフォード・テープス』と、その時期の関連ツアーにてホールズワースが降板し、元Quasarのジョン・クラーク（John Clark）が後任を務めた。
1980年、アルバム『グラデュアリー・ゴーイング・トルネード』をリリース。主宰者ビル・ブルーフォードは、キング・クリムゾン時代の同僚ロバート・フリップに誘われてバンド「ディシプリン」に参加するため、この年でブルーフォードの活動を解消した。
2017年10月、リマスター・リミックス・未発表曲を含む音源をまとめた8枚組ボックス・セット『シームズ・ライク・ア・ライフタイム・アゴー』がリリースされた。未発表の素材は、ロンドンの「The Venue」で録音されたライブ音源と、1980年に所属していたEGレコードから降ろされたので実現しなかった4枚目のスタジオ・アルバムの制作の為に準備されていた18曲の短いトラックや断片で構成されている。

## 歴代メンバー
- ビル・ブルーフォード (Bill Bruford) - ドラムス (1977年-1980年)
- アラン・ホールズワース (Allan Holdsworth) - ギター (1977年-1979年)
- デイヴ・スチュワート (Dave Stewart) - キーボード (1977年-1980年)
- ジェフ・バーリン (Jeff Berlin) - ベース/ボーカル (1977年-1980年)
- ジョン・クラーク (John Clark) - ギター (1979年-1980年)[注釈 7]

主なサポート（アルバム参加）
- アネット・ピーコック (Annette Peacock) - ボーカル (『フィールズ・グッド・トゥ・ミー』、1977年)
- ケニー・ホイーラー (Kenny Wheeler) - フリューゲルホルン (『フィールズ・グッド・トゥ・ミー』、1977年)
- ジョン・グッドサル (John Goodsall) - ギター (『フィールズ・グッド・トゥ・ミー』、1977年)
- エディ・ジョブソン (Eddie Jobson) - ヴァイオリン (『ワン・オヴ・ア・カインド』、1979年)
- ジョージー・ボーン (Georgina Born) - チェロ (『グラデュアリー・ゴーイング・トルネード』、1979年)

## ディスコグラフィ

### スタジオ・アルバム
- 『フィールズ・グッド・トゥ・ミー』 - Feels Good to Me (1977年、EGレコード) ※ソロ名義
- 『ワン・オヴ・ア・カインド』 - One of a Kind (1979年、EGレコード)
- 『グラデュアリー・ゴーイング・トルネード』 - Gradually Going Tornado (1980年、EGレコード) ※旧邦題『トルネード』

### ライブ・アルバム
- 『ザ・ブルーフォード・テープス』 - The Bruford Tapes (1979年、EGレコード) ※旧邦題『ブラフォード・ライヴ』
- 『ロック・ゴーズ・トゥ・カレッジ』 - Rock Goes To College (2006年、Winterfold Records) ※同名DVDもある

### コンピレーション・アルバム
- 『マスター・ストロークス '78-'85』 - Master Strokes 1978-1985 (1985年、EGレコード)
- 『シームズ・ライク・ア・ライフタイム・アゴー』 - Seems Like A Lifetime Ago (2017年、Winterfold) ※CD&DVDボックス